# Voděrady (przystanek kolejowy)
Voděrady – przystanek kolejowy w miejscowości Voděrady, w kraju środkowoczeskim, w Czechach. Znajduje się na wysokości 210 m n.p.m..
Jest zarządzany przez Správę železnic. Na przystanku nie ma możliwości zakupu biletów, a obsługa podróżnych odbywa się w pociągu. 

## Linie kolejowe
- 071 Nymburk - Mladá Boleslav